# Wereldkampioenschappen synchroonzwemmen 2025 – Solo vrije routine vrouwen
De vrije routine voor solisten tijdens de wereldkampioenschappen synchroonzwemmen 2025 vond plaats op 20 en 22 juli 2025 in de World Aquatics Championships Arena in Singapore.

## Uitslag
De eerste twaalf solisten, hier aangegeven met groen, gingen door naar de finale.
| Rang   | Naam                     | Land          | Voorronde | Voorronde | Finale        | Finale        |
| Rang   | Naam                     | Land          | Punten    | Rang      | Punten        | Rang          |
| ------ | ------------------------ | ------------- | --------- | --------- | ------------- | ------------- |
| Goud   | Iris Tió                 | Spanje        | 235,3063  | 3         | 245,1913      | 1             |
| Zilver | Xu Huiyan                | China         | 238,7737  | 1         | 241,0025      | 2             |
| Brons  | Vasilina Khandoshka      | Neutrale vlag | 238,2762  | 2         | 239,5437      | 3             |
| 4      | Vasiliki Alexandri       | Oostenrijk    | 229,8163  | 5         | 238,9976      | 4             |
| 5      | Klara Bleyer             | Duitsland     | 229,9099  | 4         | 237,5600      | 5             |
| 6      | Enrica Piccoli           | Italië        | 225,7726  | 6         | 232,6551      | 6             |
| 7      | Marloes Steenbeek        | Nederland     | 218,5851  | 8         | 226,3387      | 7             |
| 8      | Audrey Lamothe           | Canada        | 219,5675  | 7         | 224,2263      | 8             |
| 9      | Maria Alavidze           | Georgië       | 213,2687  | 11        | 220,9438      | 9             |
| 10     | Jasmine Verbena          | San Marino    | 214,1775  | 9         | 216,6937      | 10            |
| 11     | Zoi Karangelou           | Griekenland   | 213,8351  | 10        | 216,1775      | 11            |
| 12     | Kyra Hoevertsz           | Aruba         | 209,7838  | 12        | 206,7925      | 12            |
| 13     | Karina Magrupova         | Kazachstan    | 205,5326  | 13        | Uitgeschakeld | Uitgeschakeld |
| 14     | Lea Krajčovičová         | Slowakije     | 204,6238  | 14        | Uitgeschakeld | Uitgeschakeld |
| 15     | Ece Üngör                | Turkije       | 203,8162  | 15        | Uitgeschakeld | Uitgeschakeld |
| 16     | Rachel Thean             | Singapore     | 201,2638  | 16        | Uitgeschakeld | Uitgeschakeld |
| 17     | Matea Butorac            | Kroatië       | 195,0713  | 17        | Uitgeschakeld | Uitgeschakeld |
| 18     | Zoe Poulis               | Australië     | 185,1412  | 18        | Uitgeschakeld | Uitgeschakeld |
| 19     | Ariana Coronado          | Peru          | 183,0175  | 19        | Uitgeschakeld | Uitgeschakeld |
| 20     | Zea Montfort             | Malta         | 180,4912  | 20        | Uitgeschakeld | Uitgeschakeld |
| 21     | Jennifer Russanov        | Nieuw-Zeeland | 180,2101  | 21        | Uitgeschakeld | Uitgeschakeld |
| 22     | Sabina Makhmudova        | Oezbekistan   | 161,9862  | 22        | Uitgeschakeld | Uitgeschakeld |
| 23     | Lucía Ververis           | Uruguay       | 149,0163  | 23        | Uitgeschakeld | Uitgeschakeld |
| 24     | Cesia Castaneda          | El Salvador   | 147,8300  | 24        | Uitgeschakeld | Uitgeschakeld |
| 25     | Shao Anlan               | Macau         | 140,6200  | 25        | Uitgeschakeld | Uitgeschakeld |
| 26     | Xera Vegter Maharajh     | Zuid-Afrika   | 134,0263  | 26        | Uitgeschakeld | Uitgeschakeld |
| 27     | Hilda Tri Julyandra      | Indonesië     | 132,6663  | 27        | Uitgeschakeld | Uitgeschakeld |
| 28     | María Alfaro             | Costa Rica    | 128,0950  | 28        | Uitgeschakeld | Uitgeschakeld |
| 29     | Alexandra Mansaré-Traoré | Guinee        | 100,2962  | 29        | Uitgeschakeld | Uitgeschakeld |
| 30     | Talía Joa                | Cuba          | 91,7500   | 30        | Uitgeschakeld | Uitgeschakeld |